# Belgradplatz
Der Belgradplatz liegt im 10. Wiener Gemeindebezirk Favoriten. Er wurde 1900 zur Erinnerung an die Eroberung Belgrads im Zuge der Türkenkriege (1717 durch Prinz Eugen sowie 1789 durch General Laudon) benannt.

## Lage und Charakteristik
Der Belgradplatz liegt zwischen Davidgasse, Malborghetgasse, Rotenhofgasse und Bernhardtstalgasse. Seine Fläche wird vom Barankapark-Hellerwiese eingenommen. Die Umgebung besteht aus Wohnhäusern aus der Nachkriegszeit, während die Südseite von der ehemaligen Schokoladefabrik Heller dominiert wird. Die Verkehrssituation ist daher eher ruhig, nur die Davidgasse ist etwas stärker vom Autoverkehr frequentiert. Dort verkehrt auch die städtische Autobuslinie 7A, die am Belgradplatz eine Haltestelle hat.

## Bemerkenswertes

### Barankapark Hellerwiese
Diese Grünanlage war früher als Hellerwiese bekannt, da südlich der Wiese die große Schokoladefabrik Heller lag. Außer diesem Fabrikgebäude war der Belgradplatz unverbaut und die Wiese wurde von reisenden Lovara, Roma und Sinti als Sammelplatz genutzt, von dem aus sie ihre Handelsbeziehungen (Pferde) bis in den Grazer Raum pflegten. Im Jahre 1941 wurden sie von hier weg in Konzentrationslager verbracht. Daran erinnert die 2003 erfolgte Benennung des Parks in Barankapark nach einer ehemals als Naturheilerin bekannten Lovara und die Setzung eines Kastanienbaumes samt Gedenkstein im Südwestbereich des Parks. Es handelt sich dabei um die Großmutter von Mongo Stojka und Ceija Stojka. Dort befindet sich ein Pavillon mit Ruhegelegenheiten, während die zentrale Wiese, der Fußballkäfig im Norden und der Kinderspielplatz im Osten der Jugend dient.
Im Mai 2014 wurden im Barankapark sechs Steine der Erinnerung verlegt, die an zahlreiche Mitglieder von Roma-Familien erinnern, die vom NS-Regime verhaftet, deportiert und ermordet wurden.

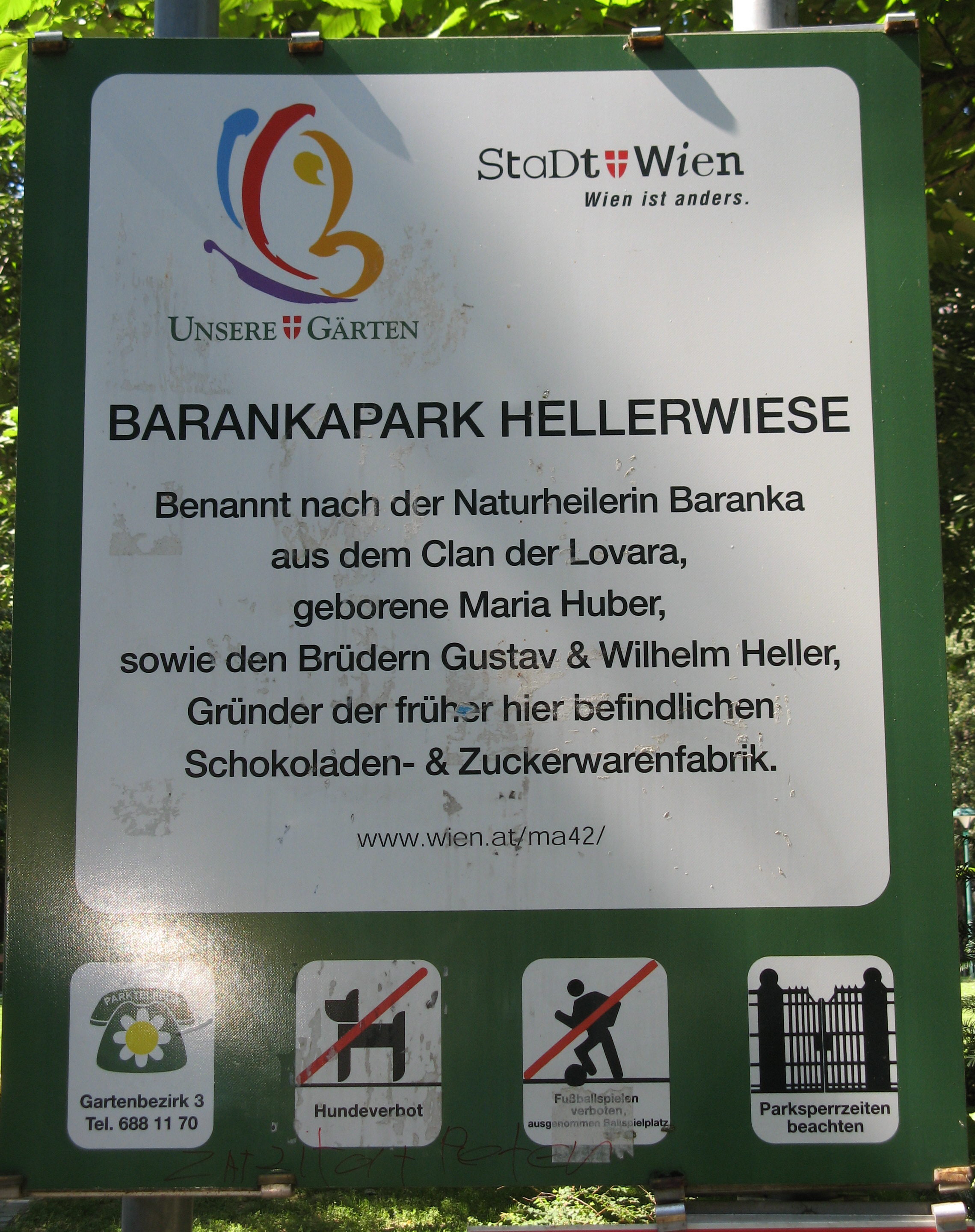
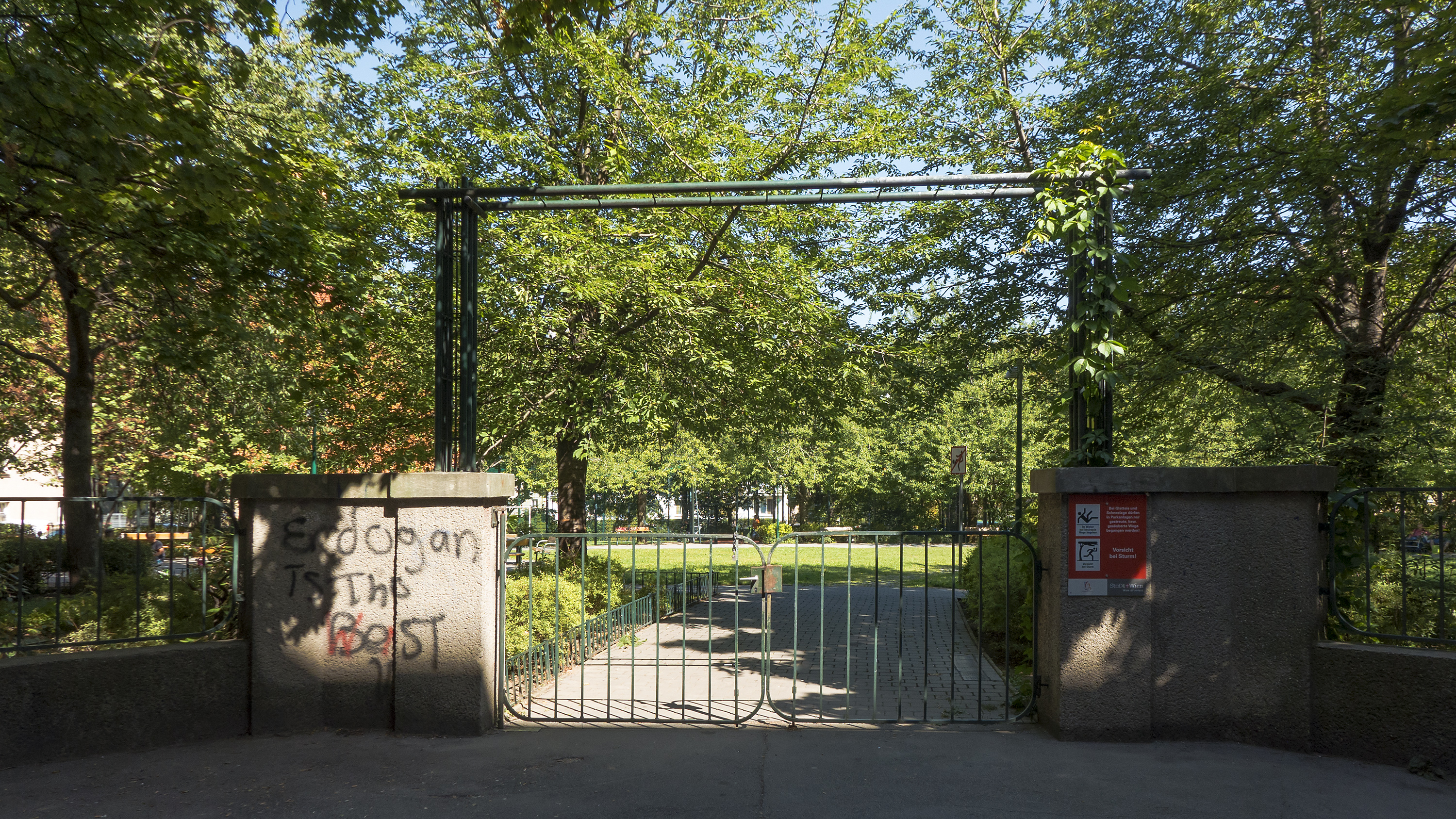
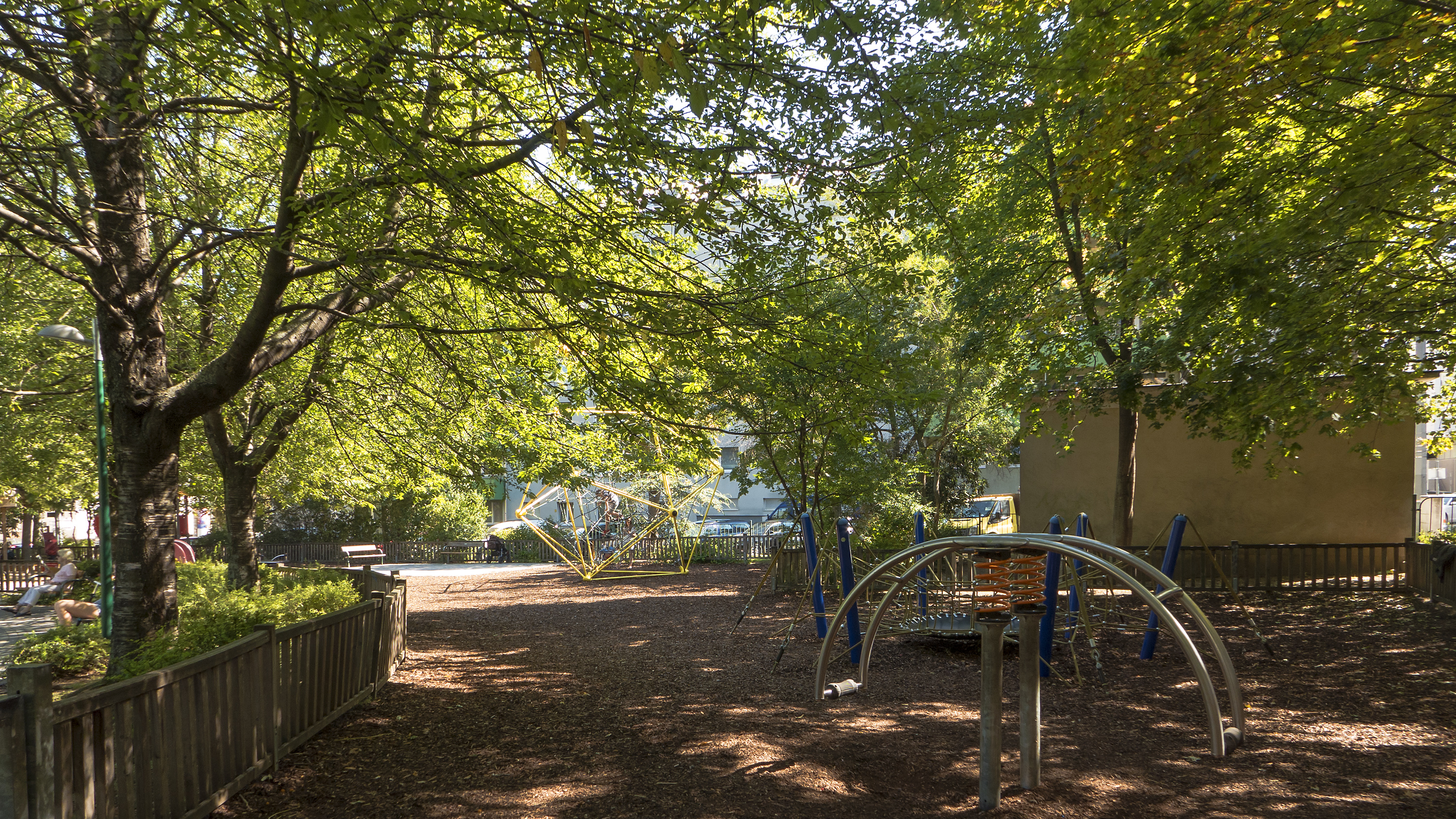
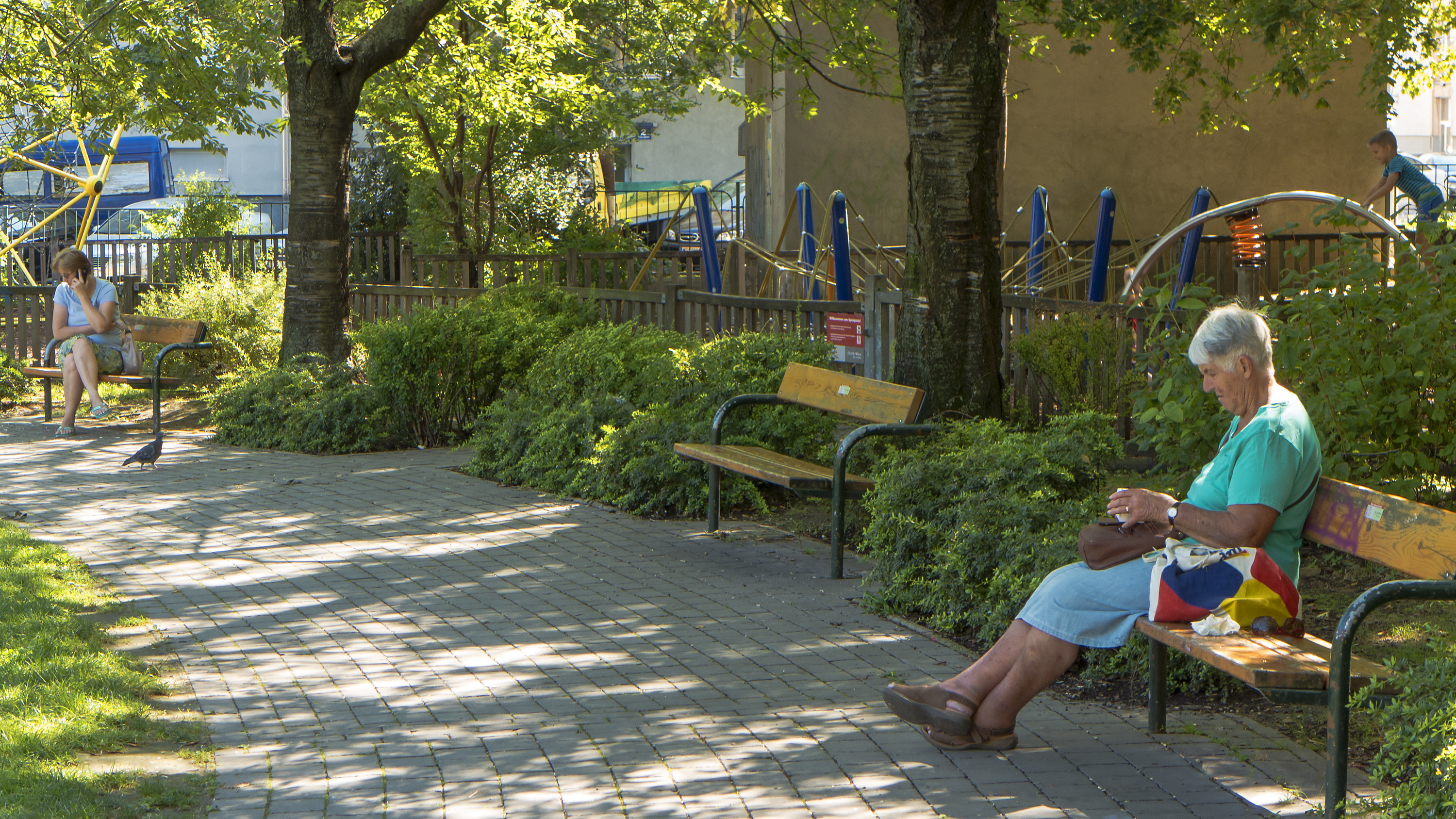
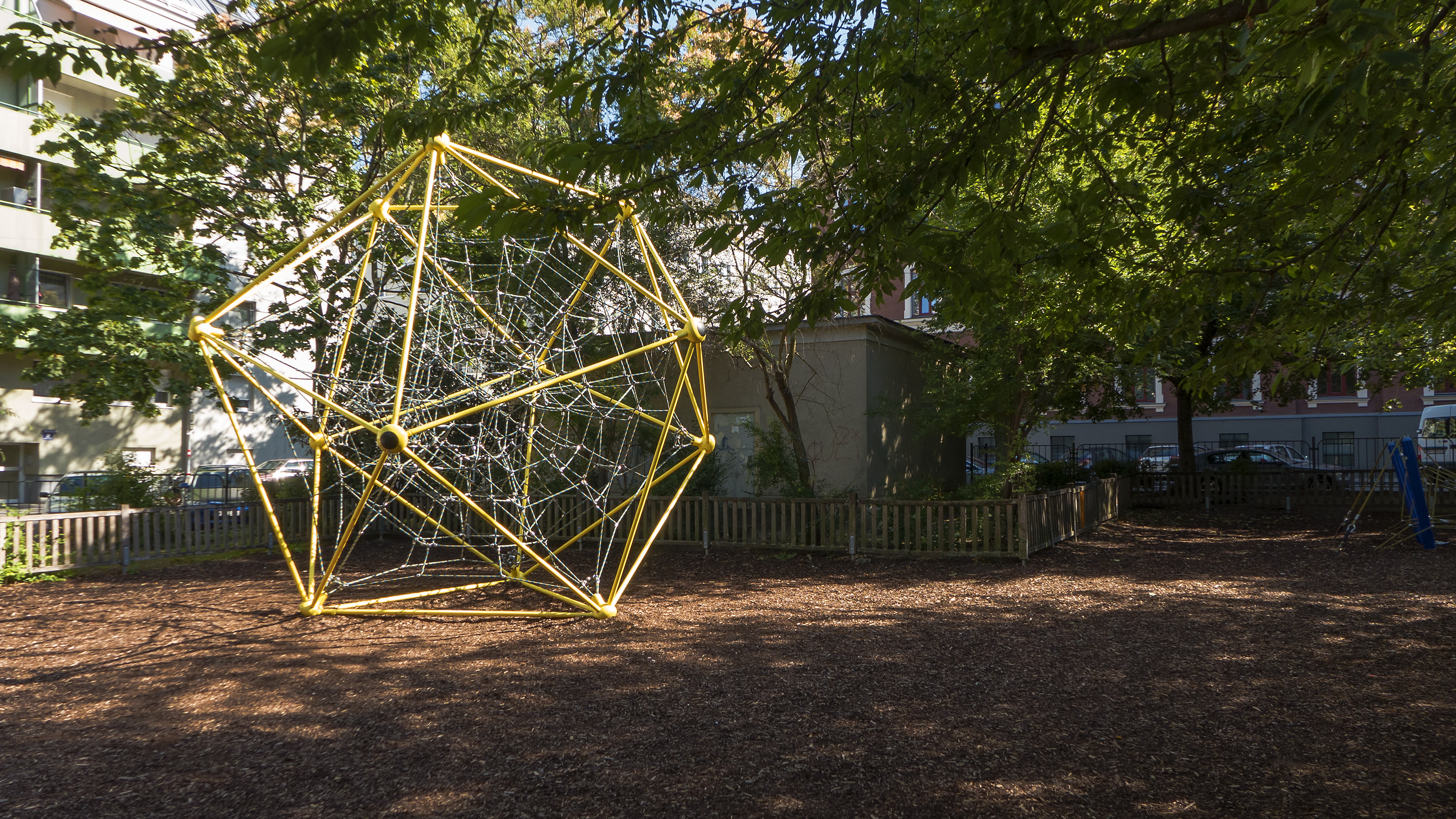
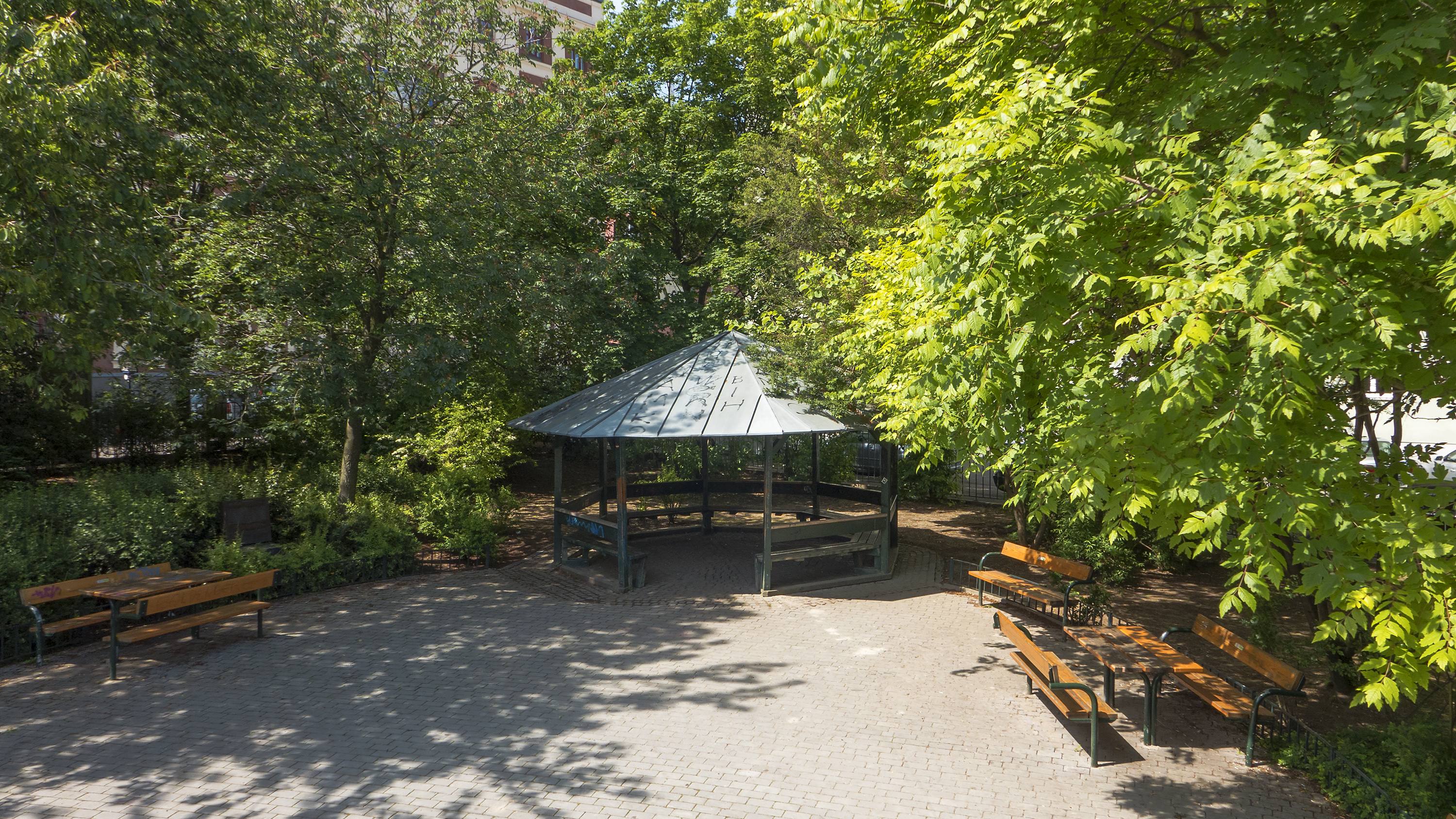
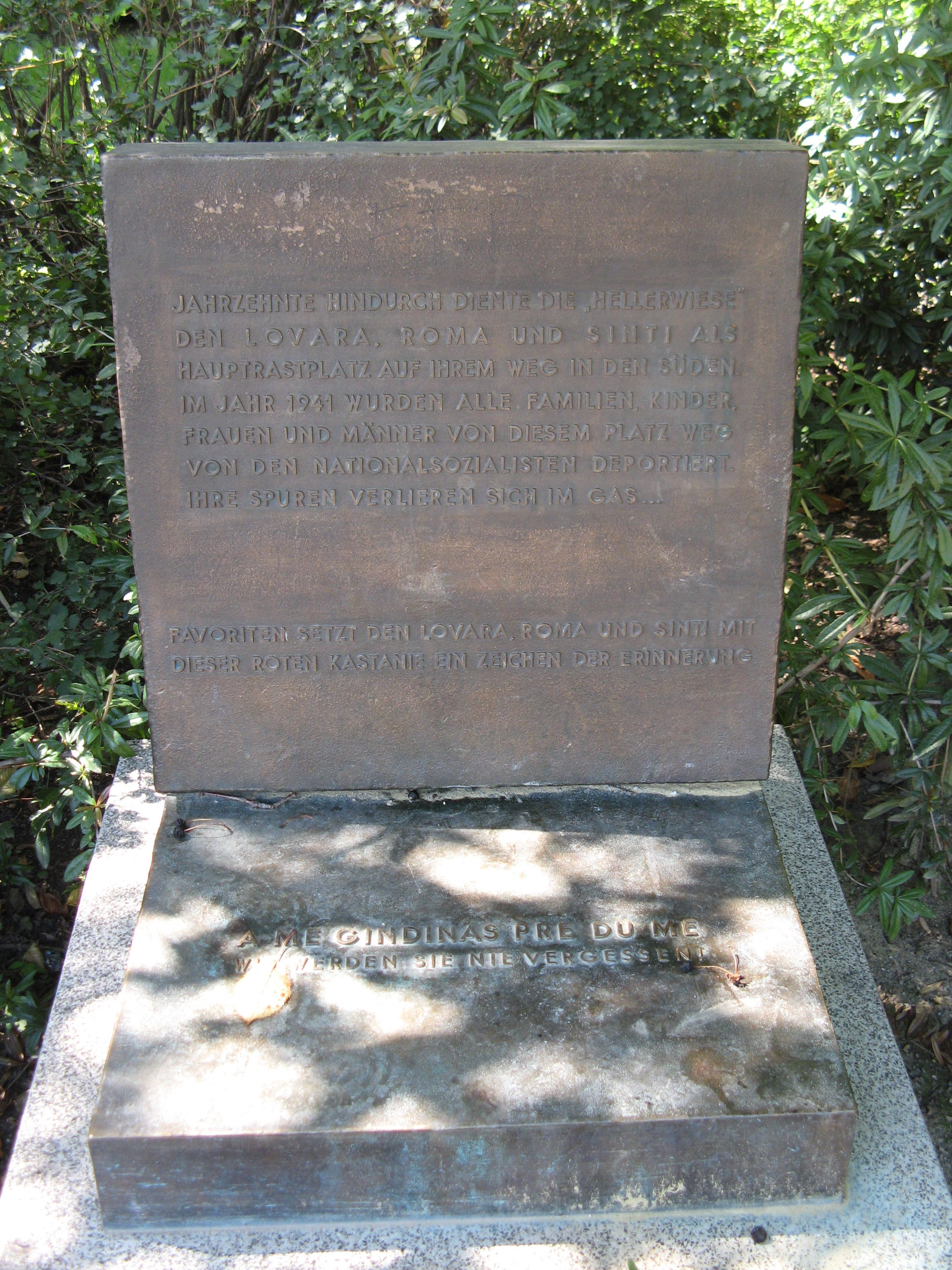
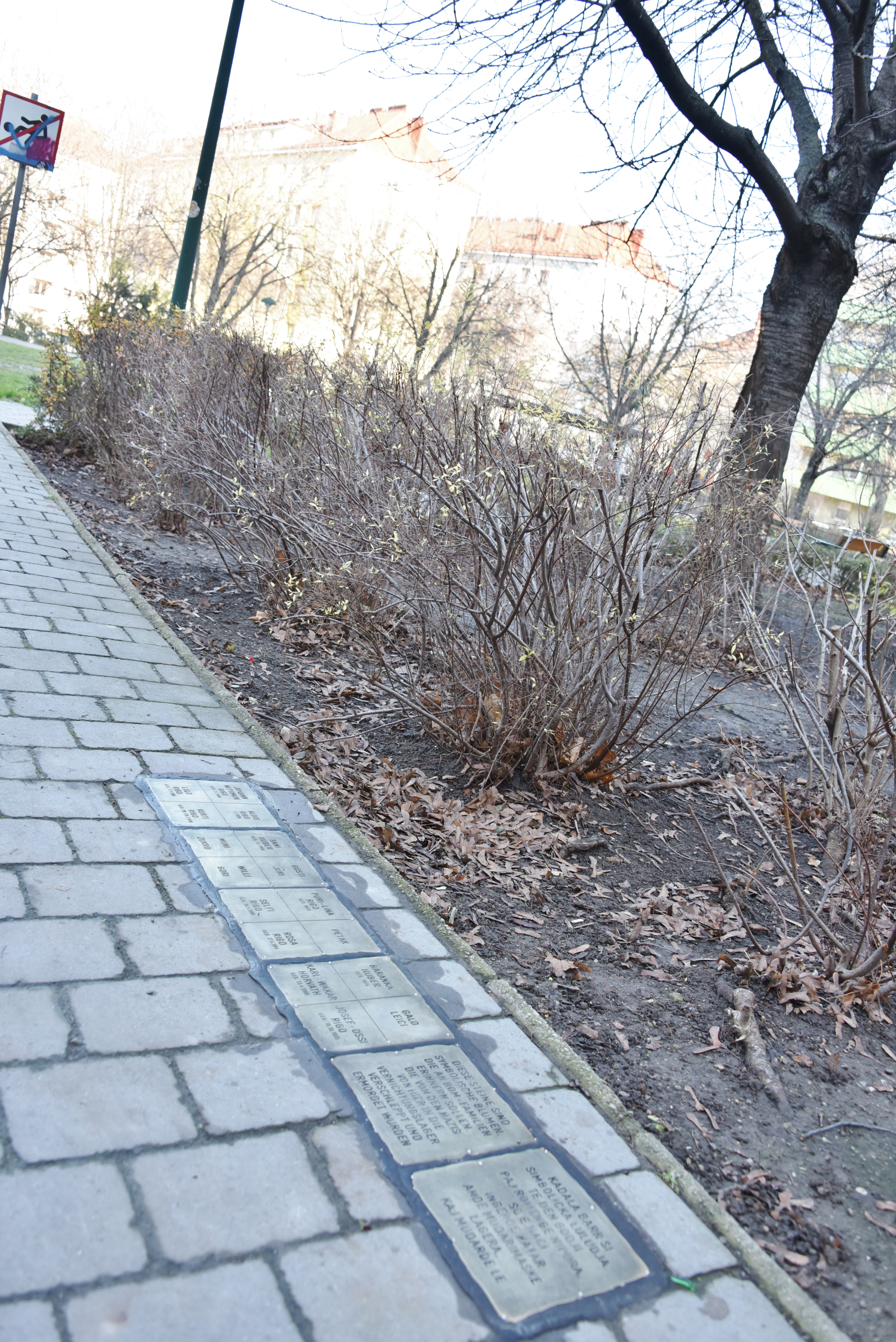

### Nummer 3–5 Ehemalige Schokoladefabrik Heller
1890 wurde von den Brüdern Gustav und Wilhelm Heller eine Schokolade- und Zuckerwarenfabrik gegründet. Sie konnte mit der Zeit mit den Marken Wiener Zuckerl oder Schokobananen über die Landesgrenzen hinaus Bekanntheit erlangen. Der Firmengründer Gustav Heller (1857–1937) war k.k. Hoflieferant, Präsident des Zentralverbandes der Schokolade- und Zuckerwarenfabrikanten, aber auch Mitglied des Verwaltungsrats der Creditanstalt. Während der nationalsozialistischen Zeit wurde die Firma „arisiert“, die Familie erhielt sie nach dem Krieg wieder zurück. 1971 wurde sie von der Firma Victor Schmidt & Söhne erworben, die die ehemaligen Heller-Produkte in ihre Produktion integrierte und das Werk am Belgradplatz stilllegte. Der Künstler André Heller ist ein Enkel Wilhelm Hellers.
Das Fabriksgebäude selbst war eines von ehemals zahlreichen Werken in Favoriten. Es entstand ab 1898 nach Plänen von Wilhelm Klingenberg und wurde bis 1913/14 mehrfach erweitert. Es handelt sich um einen Sichtziegelbau mit additiver Gliederung, dessen Simse und Fensterrahmungen verputzt sind. Siegmund Müller baute anschließend an die Fabrik 1913/14 ein Wohn- und Geschäftshaus dazu, das einen Turmaufbau besitzt und Lisenengliederung aufweist. Der ganze Komplex ist eine Hofrandverbauung, in dessen Hof das ehemalige Kesselhaus und ein Fabriksschlot stehen.
Nach Sanierung der Bausubstanz des denkmalgeschützten Gebäudes wird es ab 2011 als Pflegewohnhaus Innerfavoriten für 265 pflegebedürftige Senioren genützt.

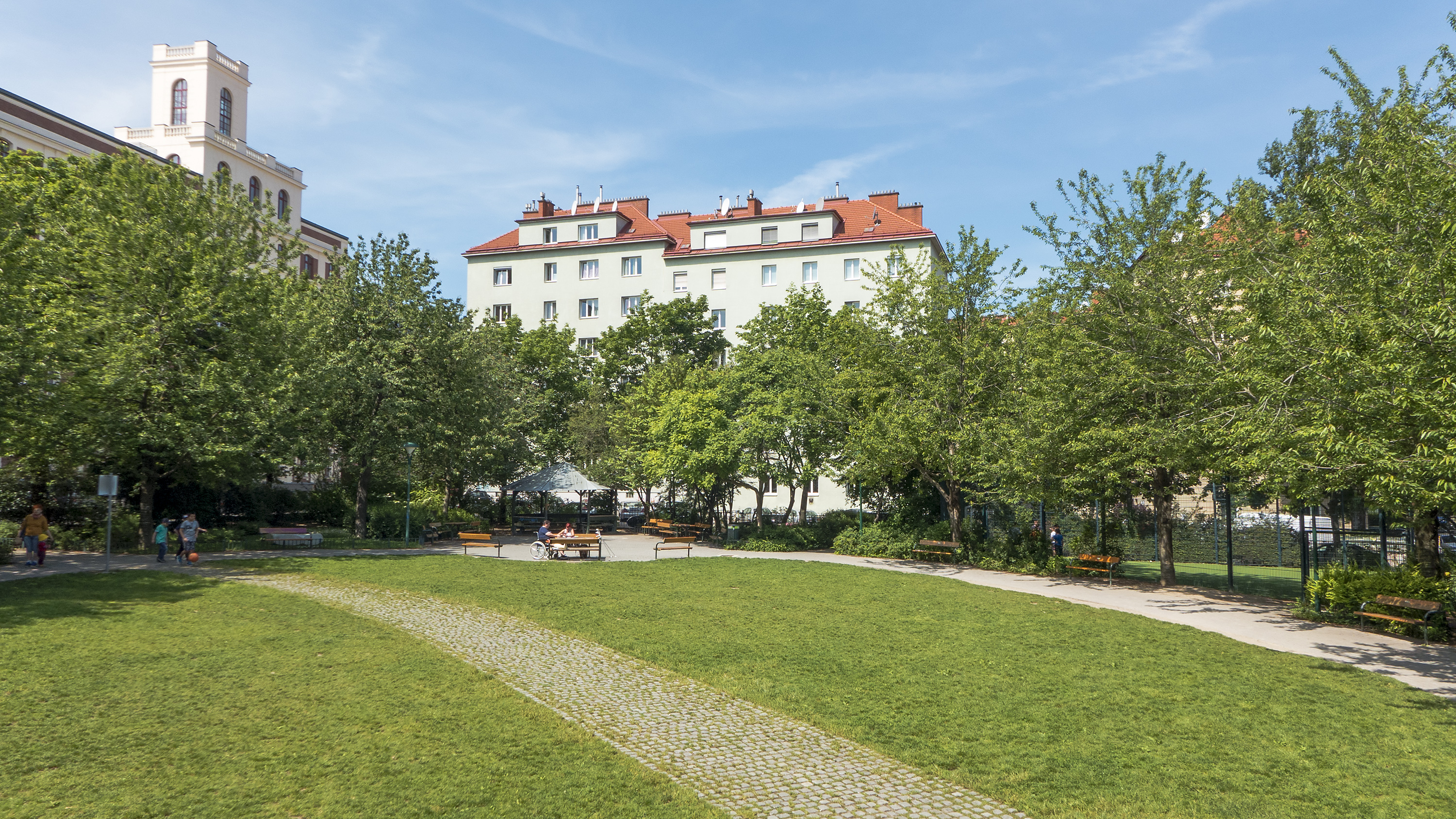
Blick vom Barankapark
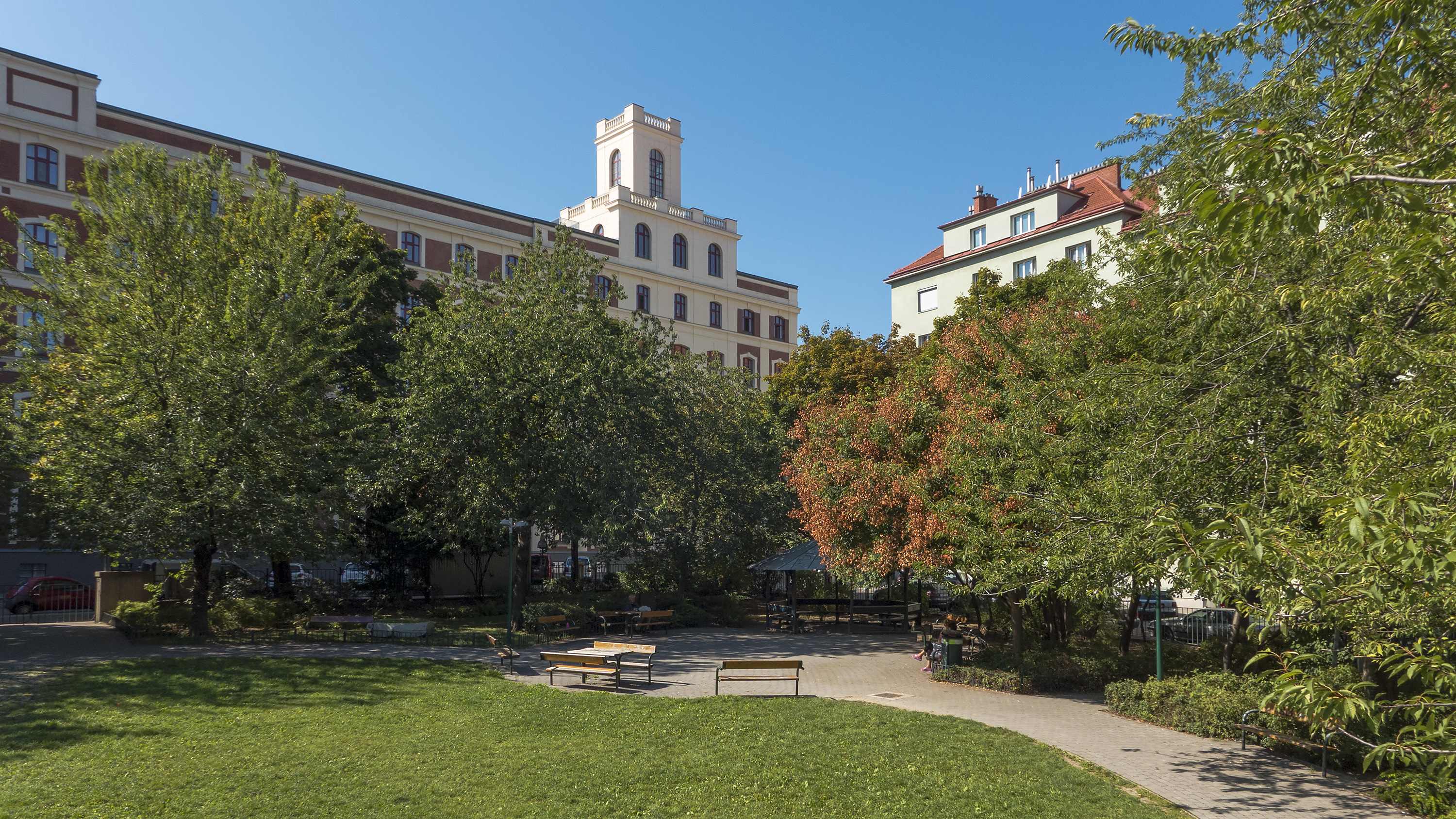
Blick vom Barankapark
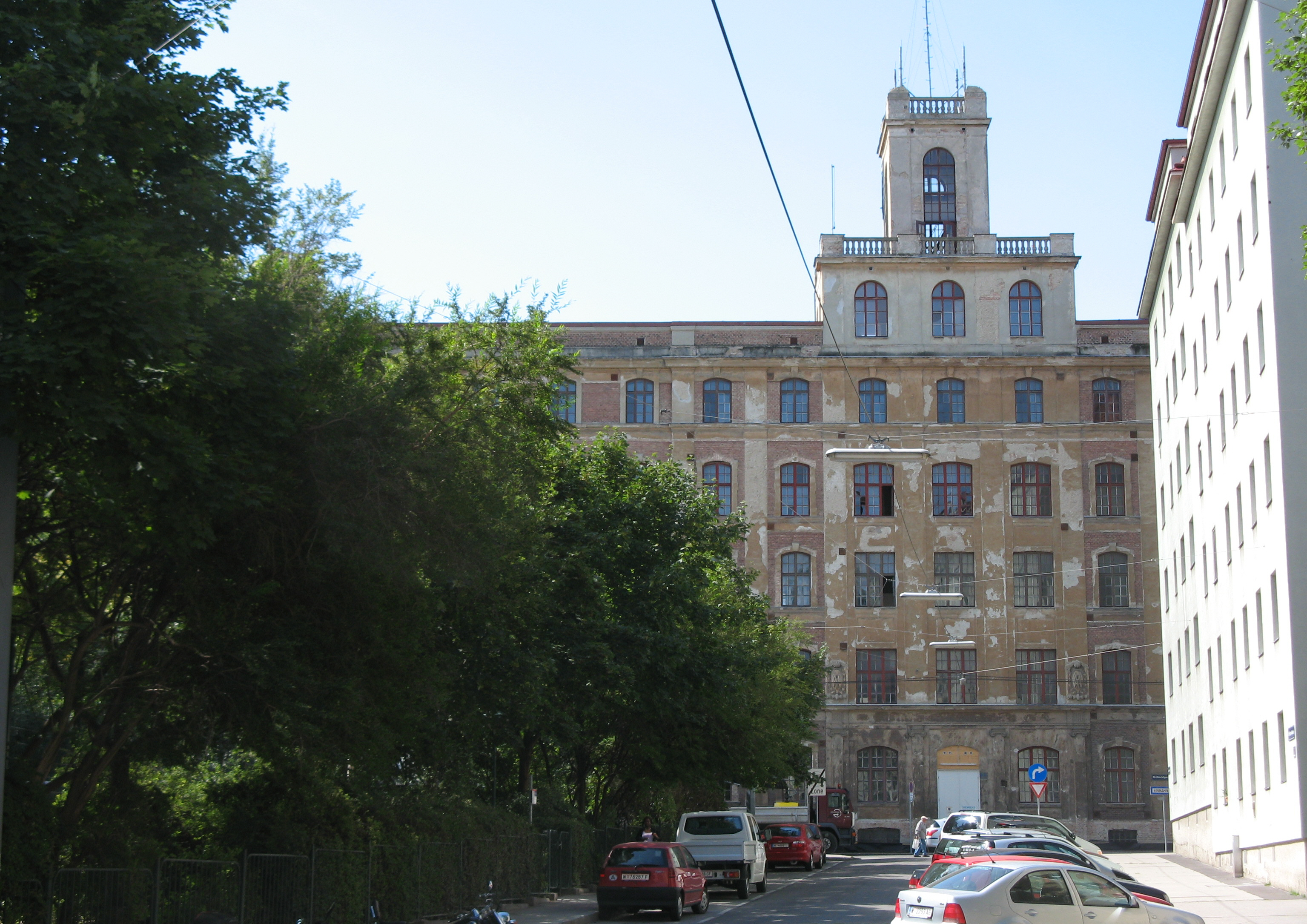
Blick von der Malborghetgasse vor der Sanierung
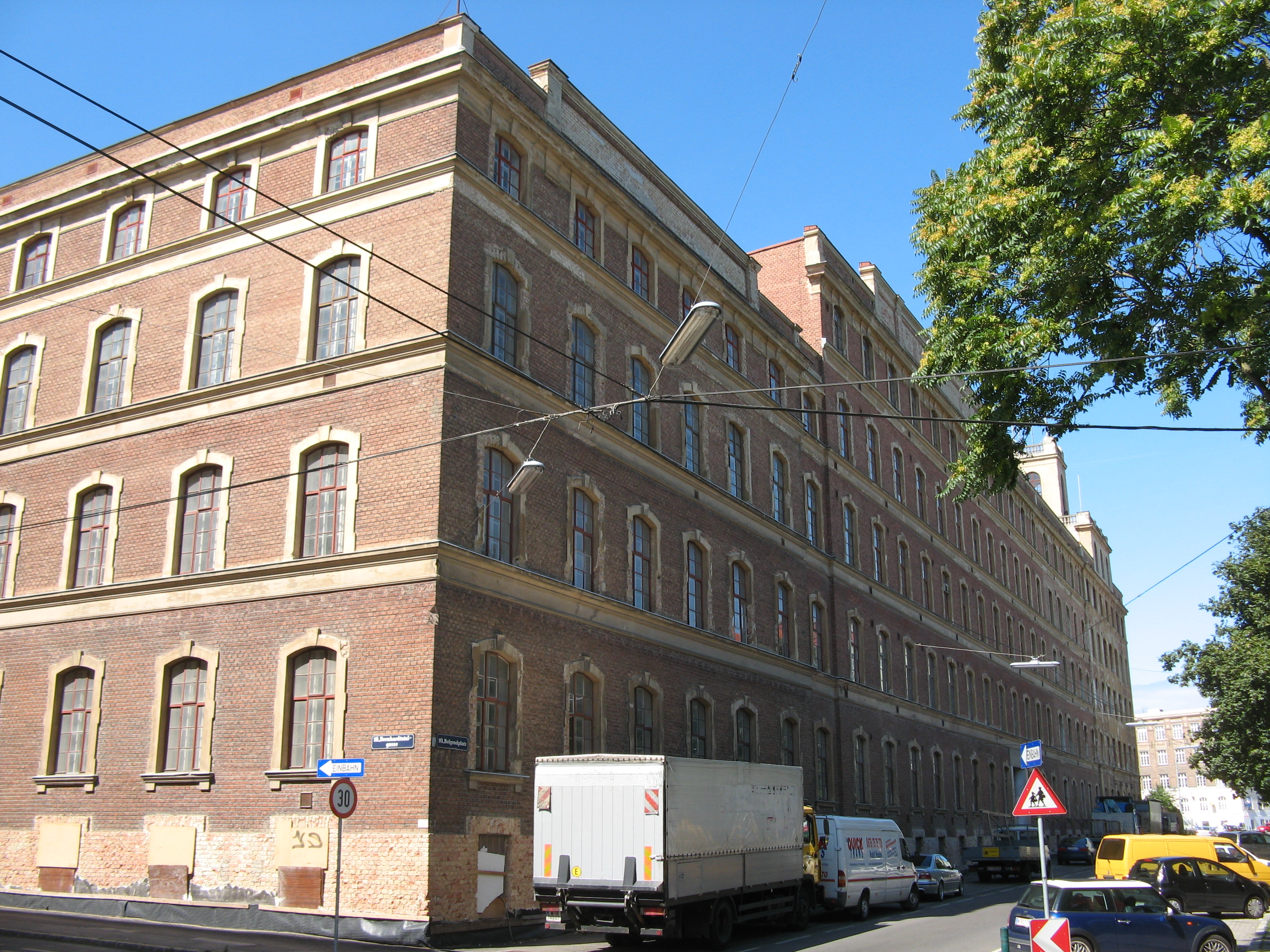
Vor der Sanierung
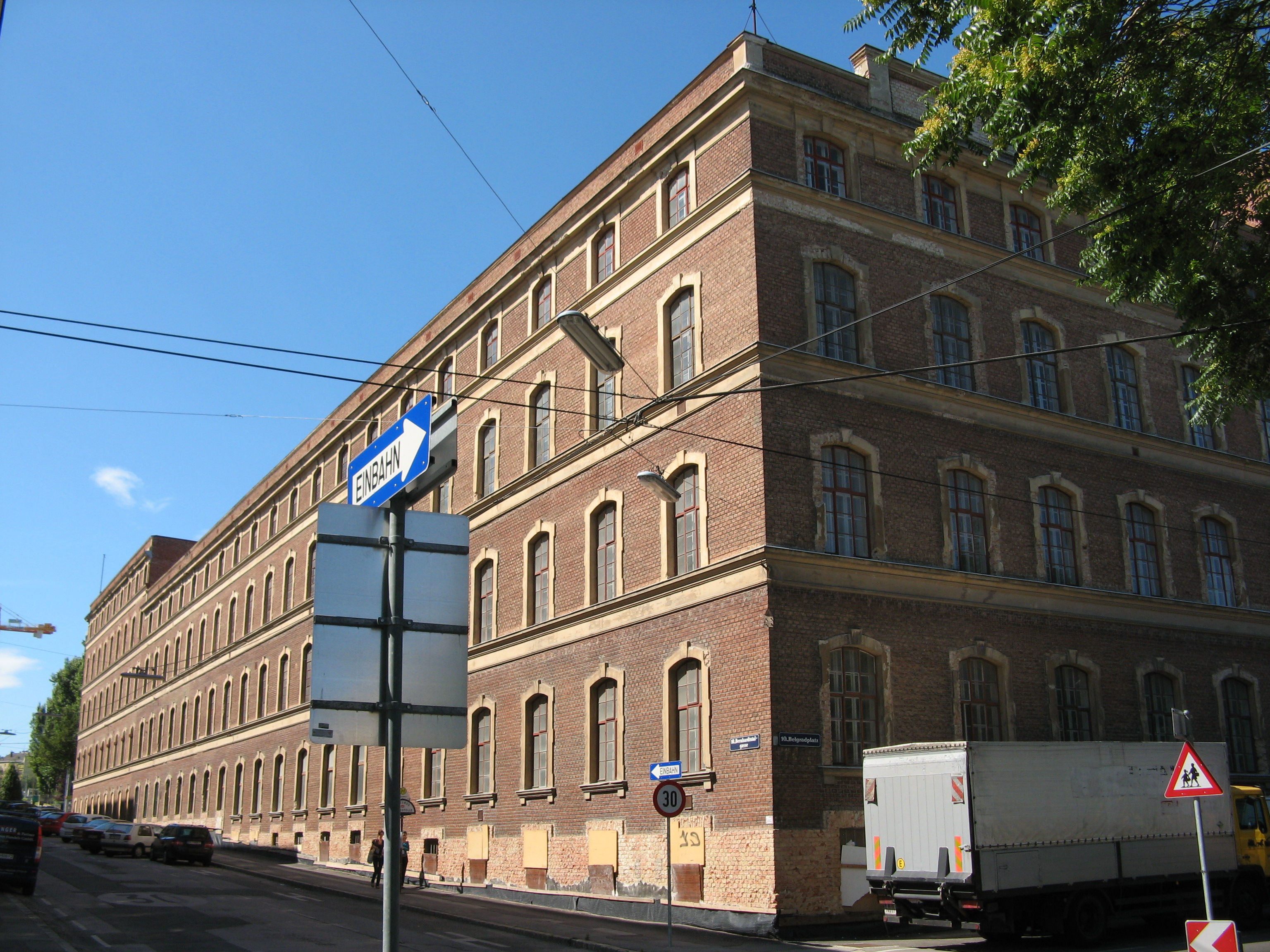
Rückfront an der Inzersdorfer Straße
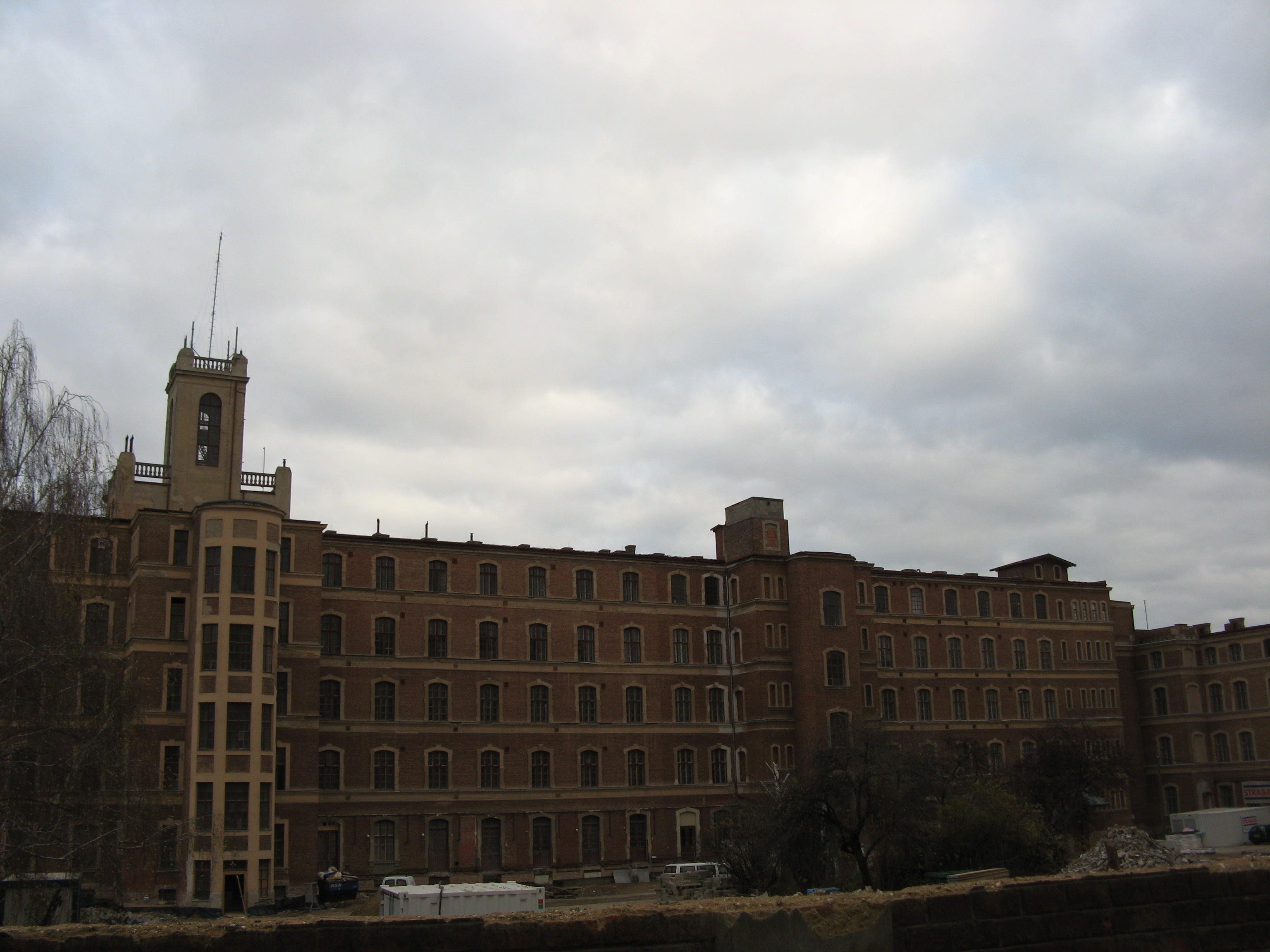
Hinterseite vor der Sanierung
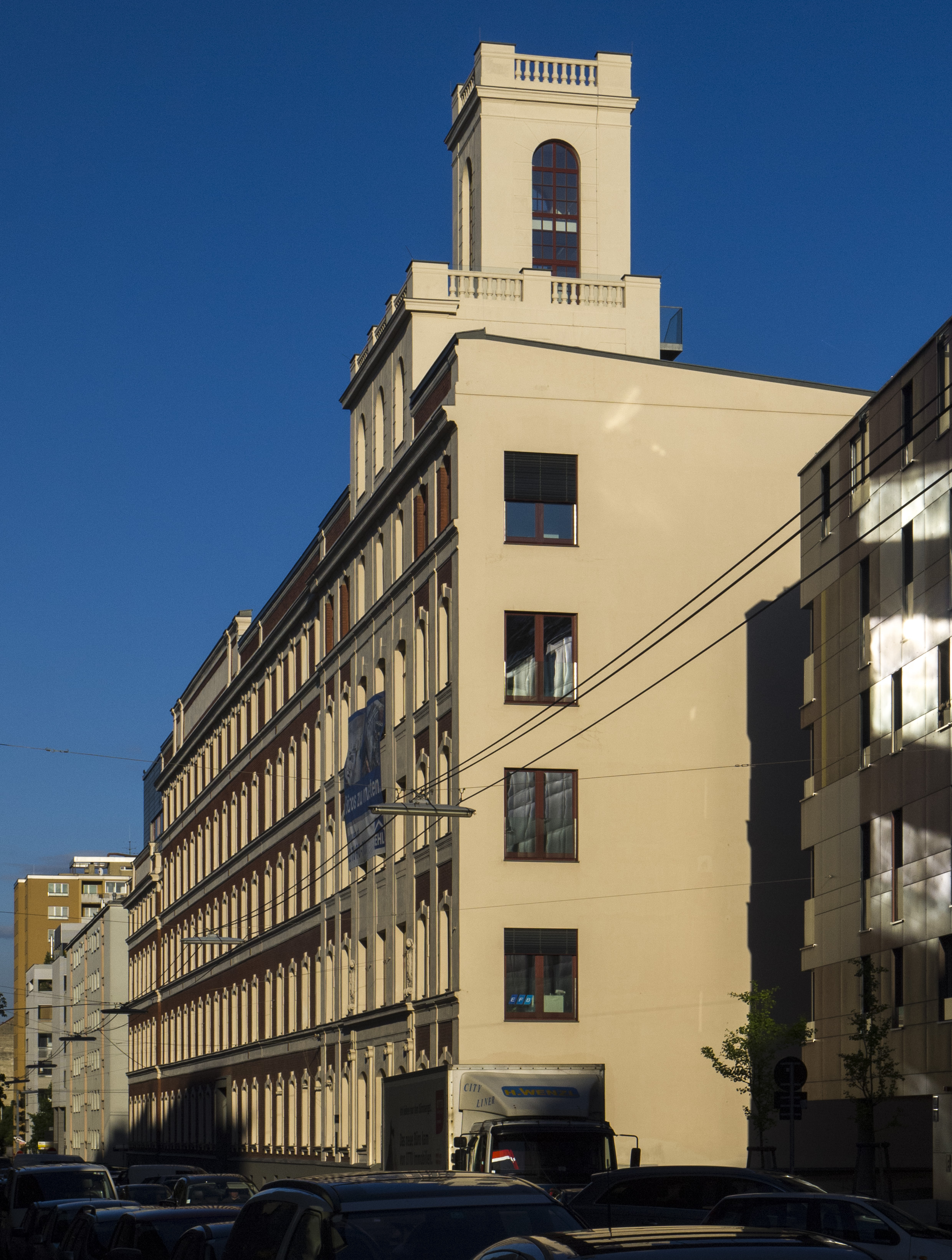
Renovierter Zustand